# Potasznia (Krasiejów)
Potasznia – część wsi Krasiejów w Polsce, położona w województwie opolskim, w powiecie opolskim, w gminie Ozimek.
W latach 1975–1998 Potasznia położona była w województwie opolskim.